# Orlanka
Sông Mitchanka hoặc sông Mitchanka, ở miền đông Ba Lan, là một nhánh của sông Narew.

## Địa lý
Mitchanka chảy qua khu vực địa lý của châu Âu được gọi là Wysoczyzny Podlasko - Białoruskie (tiếng Anh: Podlaskie và Belarus Plateau) nằm trong Podlaskie Voivodeship của Ba Lan.
Khu vực thoát nước được chứa trong mezoregion được gọi là Równina Bielska (tiếng Anh: Bielsk Plain).

## Phụ lưu
| Bờ trái | Bơ bên phải | Đô thị   | Đặc điểm      |
| ------- | ----------- | -------- | ------------- |
|         |             | Zbucz    | Nguồn         |
| Biała   |             | Sobótka  |               |
|         |             | Czerewki | Miệng ở Narew |